# Herbert Stewart

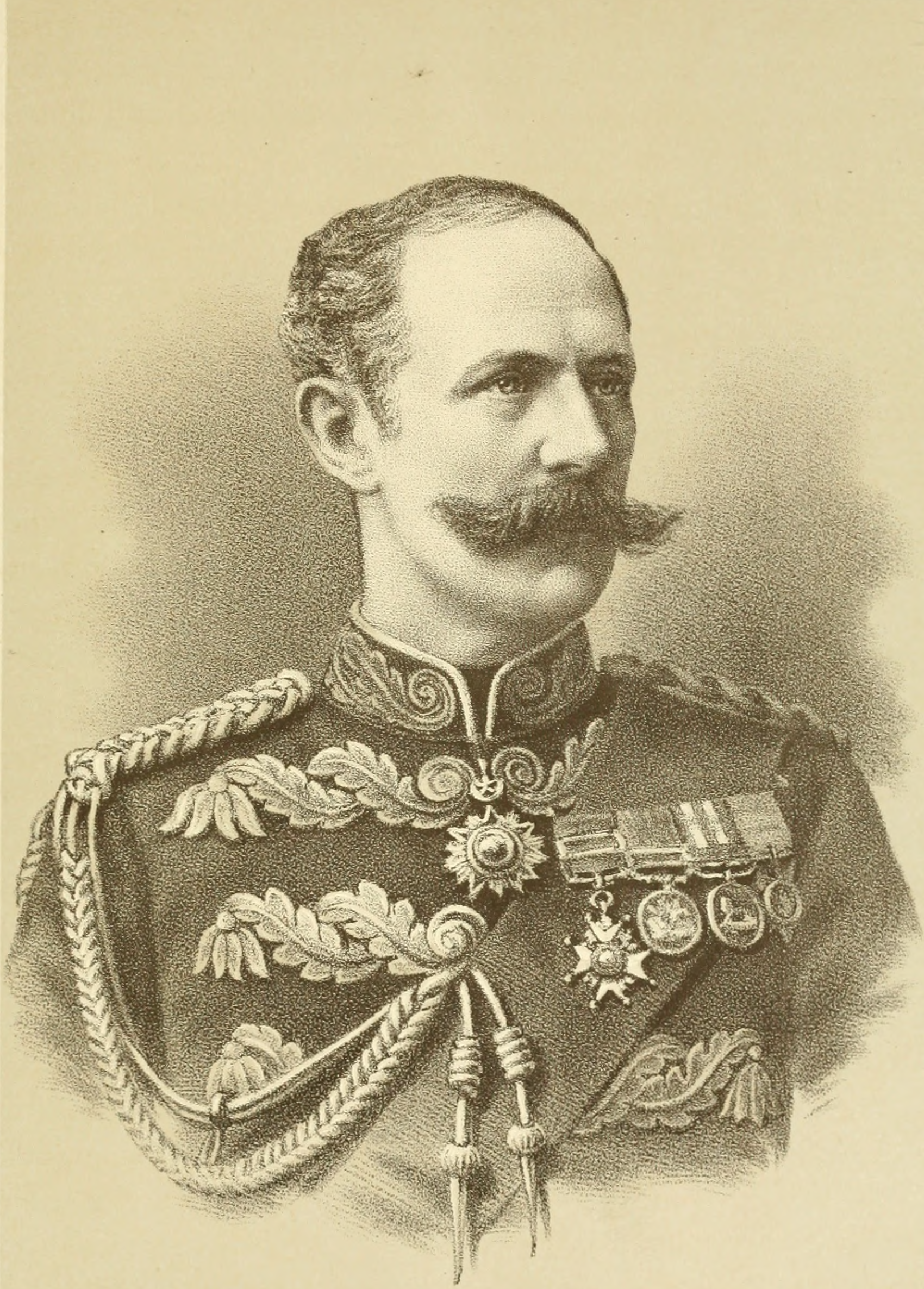
Herbert Stewart, zeitgenössische Gravur

Sir Herbert Stewart (* 30. Juni 1843; † 16. Februar 1885) war ein britischer Major General. Er kämpfte in verschiedenen britischen Kolonialkriegen, zum Beispiel im Anglo-Ägyptischen Krieg und im Mahdi-Aufstand.

## Leben
Steward wurde ausgebildet im Brighton College und später im Winchester College. Er trat 1863 in die British Army ein. 1868 wurde er Hauptmann. Für zwei Jahre tat er Dienst als Adjutant des Kommandierenden der Bengal Army, Teil der British Indian Army. Nach seiner Rückkehr aus Indien, 1873, trat er den 3rd Dragoon Guards als Major bei. Er besuchte das Stabs College. 1878 wurde er nach Südafrika kommandiert und kämpfte im Zulukrieg und im Ersten Burenkrieg.  Dort diente er zeitweise als Stabschef von Garnet Wolseley. Steward gehörte danach zum so genannten Ashanti-Ring, einer Gruppe von Offizieren unter Wolseley, die durch gegenseitige Unterstützung einen bedeutenden Einfluss auf die viktorianische British Army gewonnen hatten. 
1882 diente er im Anglo-Ägyptischen Krieg als Stabsoffizier Drury-Lowes, des Kommandeurs der Kavalleriedivision. Er kämpfte in der Schlacht von Tel-el-Kebir. Nach der Schlacht nahm er teil am Angriff Drury-Lowes auf Kairo und nahm die Kapitulation der Zitadelle entgegen. 
Im Februar 1884 wurde Steward unter General Gerald Graham nach Suakin geschickt, um die wichtige Küste des Roten Meeres vor dem Angriff Osman Dignas, im Mahdiaufstand zu sichern. Osman Digna hatte das Heer von Baker Pascha am 4. Februar 1884 bei El-Teb geschlagen und die Forts von Tokar und Sinkat eingeschlossen. Steward nahm an der siegreichen Zweiten Schlacht von El-Teb am 29. Februar und an der Schlacht von Tamanieh teil. In beiden Schlachten führte er eine der beiden Brigaden Grahams. Dafür wurde er zum Knight Commander of the Order of the Bath ernannt.
1884 nahm Stewart an der Operation im Sudan zur Rettung von Gordon Pascha und zum Entsatz von Khartum von den Mahdisten, der so genannten Gordon Relief Expedition unter Wolseley, teil. Die Hauptstreitmacht (River Column), unter Generalmajor William Earle (nach seinem Tod Henry Brackenbury), rückte von Kurti aus mit Dampfern auf dem Nil vor. Gleichzeitig marschierte eine andere kleinere, mobilere Streitmacht unter Herbert Stewart direkt durch die Wüste. Für diese Wüstenstreitmacht formierte Wolseley die möglicherweise erste Spezialeinheit der britischen Militärgeschichte, das so genannte Camel Corps. Das Camel Corps bestand aus vier Regimentern. Die Männer dafür wurden in 14 Eliteregimentern der Garde, der Schweren und Leichten Kavallerie geworben. Aus jedem Regiment kamen zwei Offiziere, fünf Unteroffiziere und 38 Mann. Die Männer mussten maximal 22 Jahre alt, körperlich fit, gesund und zudem Scharfschützen sein.
Am 30. Dezember 1884 begann Steward seinen Marsch von Kurti 185 Meilen in Richtung Metemmeh. Auf seinem Vormarsch stieß das Camel Corps am 17. Januar 1885 bei Abu Klea auf eine Armee der Mahdisten. Steward konnte mit seinen 1.500 Mann die weit überlegenen 10.000 Mahdisten in der Schlacht von Abu Klea schlagen. Er rückte weiter auf Metemmeh vor und wurde am 19. Januar bei Gubat angegriffen. Steward wurde dabei tödlich verwundet und gab das Kommando an Sir Charles Wilson ab. Dieser erreichte Khartum zwei Tage nachdem die Stadt gefallen war. Stewart lebte noch lang genug, um seine Ernennung zum Generalmajor zu erhalten, und starb auf dem Rückweg von Khartum nach Kurti.